# José Luis Rodríguez Zapatero
Pour les articles homonymes, voir José Rodríguez, Rodríguez et Zapatero (homonymie).
Rodríguez  Zapatero est un nom espagnol. Le premier nom de famille, en général paternel, est Rodríguez ; le second, en général maternel, souvent omis, est Zapatero.
José Luis Rodríguez Zapatero (/xoseˈ lwiz roˈðɾiɣeθ θapaˈteɾo/ ) est un homme d'État espagnol né le 4 août 1960 à Valladolid, membre du Parti socialiste ouvrier espagnol (PSOE). Il est président du gouvernement entre 2004 et 2011.
Il est élu député de la circonscription de León en 1986 et entre à la direction du PSOE en 1997. Trois ans plus tard, à la suite de la défaite aux élections générales, il devient secrétaire général du parti et le conduit à la victoire aux élections générales de 2004, puis de 2008.
Au cours de ses deux mandats, il procède au retrait des troupes déployées en Irak, promeut l'Alliance des civilisations, fait voter la légalisation du mariage des couples de personnes de même sexe et la réforme de nombreux statuts d'autonomie, dont celui de la Catalogne.
Il annonce, en avril 2011, sa volonté de ne pas être candidat à un troisième mandat, puis convoque des élections générales anticipées le 20 novembre. Le scrutin étant remporté par le Parti populaire (PP), il cède le pouvoir, un mois plus tard, à Mariano Rajoy.

## Origine familiale

### Un grand-père républicain
José Luis Rodríguez Zapatero est né à Valladolid (Castille-et-León) le 4 août 1960. Ses parents sont originaires de la ville de León et il y passe les premières années de son enfance. Son frère Juan a quatre ans de plus que lui, il est le cadet du mariage de son père, Juan Rodríguez García-Lozano, avocat et de sa mère, Purificación Zapatero, qui décède au mois d'octobre 2000. Son grand-père paternel est Juan Rodríguez Lozano, capitaine de l'Armée de terre fusillé le 18 août 1936.

### Éducation et formation
Après une scolarité dans des centres religieux (Collège des Disciples de Jesús de León, puis au Colegio Leonés), il rentre à l'université de León pour suivre des études de Droit suivant la tradition familiale (son père, doyen du collège des avocats de Valladolid, gère avec son autre fils un cabinet de droit administratif).
Il effectue ses études en compagnie de José Antonio Alonso, qui deviendra son premier ministre de l'Intérieur en 2004.
En 1983, José Luis Rodríguez Zapatero est diplômé en droit, avec un mémoire de fin d'études consacré au statut de la communauté autonome de Castille-et-León (dernière région espagnole à se constituer comme autonome cette même année). Il est engagé comme professeur attaché en droit constitutionnel, et restera en contact avec l'enseignement universitaire jusqu'en 1986, année où il va se consacrer à sa carrière politique.

### Nom et surnoms
Comme tout le monde en Espagne et dans la plupart des pays d'Amérique hispanique, José Luis Rodríguez Zapatero a deux noms de famille : celui de son père, suivi de celui de sa mère. Cependant, dans la vie courante et dans les médias, il est coutume d'omettre celui des deux noms le plus courant ; ainsi, on le désigne régulièrement par son seul second nom, Zapatero. Pour autant, si on emploie le prénom, on doit employer son prénom composé suivi de ses deux noms de famille : José Luis Rodríguez Zapatero, et non simplement « José Luis Zapatero », qui est une erreur commise dans les médias et relayée dans les pays non hispanophones.
Il est surnommé « Bambi » par certains de ses amis politiques. Un autre de ses surnoms habituels est « ZP », en rapport avec le sigle signifiant « Zapatero Presidente » choisi pour ses campagnes électorales. Il est quelquefois représenté de façon humoristique comme un justicier masqué signant avec un « ZP », rappelant le « Z » de Zorro.

## Parcours politique

### Débuts
Issu d'une famille de gauche, il se sent d'abord proche du Parti communiste d'Espagne (PCE). Il assiste pourtant en 1976 à un meeting du Parti socialiste ouvrier espagnol (PSOE) à Gijón et participe deux ans plus tard à des collages d'affiche pour ces deux partis. Il adhère au PSOE en février 1979.

### Député au Congrès
Pour les élections législatives anticipées du 22 juin 1986, il est investi en deuxième position sur la liste du PSOE dans la circonscription électorale de León, où cinq sièges sont à pourvoir. À 25 ans, il est élu au Congrès des députés, dont il est alors le plus jeune membre. Il appartient initialement à la commission constitutionnelle et à la commission du Défenseur du peuple. Il rejoint en outre la commission de la Justice et de l'Intérieur en avril 1988. Il est élu le 19 septembre suivant secrétaire général du Parti socialiste de León-PSOE (PSL-PSOE).
Dans la perspective des élections législatives anticipées du 29 octobre 1989, il succède à José Álvarez de Paz comme tête de liste socialiste dans la circonscription de León. Après avoir été réélu, il est confirmé dans les trois commissions parlementaires dont il était déjà membre. Réélu secrétaire général du PSL-PSOE avec 98 % des voix le 17 février 1991, il est désigné membre suppléant de la députation permanente en avril 1993.
Après avoir remporté un troisième mandat au cours des élections législatives anticipées du 6 juin 1993, il continue de participer aux travaux de la commission de la Justice et de l'Intérieur, rejoint la commission du Règlement et la commission bicamérale pour l'Étude du problème des drogues, et se trouve confirmé comme suppléant à la députation permanente. Il est élu membre du comité fédéral du PSOE au congrès de 1994.
Les élections législatives anticipées du 3 mars 1996 lui permettent à 35 ans d'obtenir son quatrième mandat parlementaire consécutif. Toujours suppléant de la députation permanente, il appartient désormais à la commission du Régime des administrations publiques. Il est choisi en octobre suivant pour faire partie du groupe de travail entre le PSOE et la Gauche unie (IU) pour l'étude du financement des communautés autonomes.
À la suite du congrès fédéral socialiste de juin 1997, il devient membre de la commission exécutive fédérale (CEF), sans responsabilités particulières. Il est nommé porte-parole du groupe socialiste au sein de la commission du Régime des administrations publiques en janvier 1998. Au mois de novembre suivant, l'Association des journalistes parlementaires (APP) salue son travail, le désignant comme l'un des députés les plus actifs du PSOE.
Il se fait élire député de León une cinquième fois lors des élections législatives du 12 mars 2000. Il quitte peu après la CEF, dissoute au profit d'une direction provisoire en raison de la démission irrévocable et immédiate du secrétaire général du Parti socialiste Joaquín Almunia. Confirmé comme porte-parole au sein de la commission du Régime des administrations publiques, il est désigné membre de la commission des Budgets.

### Direction du PSOE et de l'opposition (2000-2004)
Il annonce le 25 juin 2000 qu'il postule au poste de secrétaire général du PSOE dans le cadre du XXXVe congrès fédéral convoqué le mois suivant à Madrid. Il appuie alors sa candidature sur un groupe qui se baptise Nueva Vía. Partisan d'une ligne sociale-libérale, ce courant rassemble alors de jeunes députés et élus locaux comme Trinidad « Trini » Jiménez, Juan Fernando López Aguilar, José « Pepiño » Blanco, Carme Chacón ou encore Jesús Caldera.
Il doit affronter trois autres candidat, dont le « baron autonomique » José Bono, président de la Junte des communautés de Castille-La Manche depuis 1983, qui bénéficie du soutien de l'appareil du parti. Après avoir refusé une offre de ce dernier d'occuper les postes de vice-secrétaire général et porte-parole du groupe parlementaire, Zapatero l'emporte par 414 voix contre 405 à Bono, soit à peine neuf voix d'avance sur 995 suffrages exprimés. Il constitue une nouvelle commission exécutive fédérale entièrement renouvelée, confiant le poste honorifique de président à Manuel Chaves, président de la Junte d'Andalousie, les fonctions stratégiques de secrétaire à l'Organisation à José Blanco, et le poste majeur de porte-parole parlementaire à Jesús Caldera.
Les élections municipales convoquées le 25 mai 2003 constituent pour le PSOE sa première victoire nationale sur le Parti populaire (PP) depuis les législatives de 1993. Avec 34,8 % des voix, les socialistes contrôlent désormais 107 villes de plus de 30 000 habitants sur 218, soit onze de plus qu'en 1999. Le résultat est plus mitigé dans les communes de plus de 150 000 âmes : s'il reprend Saragosse au PP, il lui abandonne Grenade, Almería, Burgos ou encore Móstoles. Aux élections autonomiques, les socialistes confirment leur domination dans leurs fiefs des Asturies, de Castille-La Manche et d'Estrémadure, perdent le pouvoir dans les Îles Baléares, échouent à le retrouver dans la communauté de Madrid à cause d'un scandale politique, et intègre la majorité parlementaire en Cantabrie.
Après les élections autonomiques du 16 novembre suivant en Catalogne, le Parti des socialistes de Catalogne (PSC), qui bénéficie d'une autonomie complète pour négocier des alliances, passe un accord historique avec la Gauche républicaine de Catalogne (ERC) et Initiative pour la Catalogne Verts - Gauche unie et alternative (ICV-EUiA). Pasqual Maragall, ancien maire de Barcelone, est ainsi investi le 16 décembre président de la Généralité, mettant fin à 23 ans au pouvoir de la fédération politique nationaliste de centre droit Convergence et Union (CiU).

### Élections législatives de 2004
José Luis Rodríguez Zapatero est le candidat du PSOE à la présidence du gouvernement lors des élections générales du 14 mars 2004. Il est donné perdant par les sondages dans la plupart des médias, lorsque les attentats à Madrid du 11 mars 2004 surviennent, trois jours avant les élections.
Pour certains analystes[Qui ?], c'est principalement la manipulation de l'information pendant la crise par le gouvernement de José María Aznar, qui accuse alors l'ETA des attentats, qui va mobiliser militants et sympathisants de gauche contre le parti au pouvoir, et faire basculer les indécis.
D'autres analystes [Qui ?] soulignent que Zapatero reçoit également le soutien d'un électorat mécontent de la guerre en Irak et de l'alignement avec les politiques du président George W. Bush, du contrôle gouvernemental de la radio-télévision publique, ainsi que de la gestion par le gouvernement du naufrage du pétrolier Prestige, qualifié de la plus grande « catastrophe » environnementale de l'histoire du pays par l'ensemble des médias. D'autres critères ont également participé à la mobilisation de l'électorat de gauche : la polémique autour des familles des militaires décédés lors du crash d'un avion militaire Yak-43, l'opposition à la réforme du marché de travail, la montée des prix des logements ou encore l'affrontement avec les gouvernements des régions à forte personnalité comme la Catalogne et le Pays-Basque.
Dans ce contexte électoral, le candidat Mariano Rajoy voit passer le Parti populaire de la majorité absolue à l'opposition, de nombreux membres de son parti expriment leurs doutes sur la légitimité démocratique du nouveau gouvernement et favorisent dès lors un climat de dure confrontation entre les deux partis plus importants du pays.
Sans obtenir la majorité absolue, Zapatero doit compter au Parlement sur l'appui des autres deux partis qui composaient déjà avec les socialistes le gouvernement catalan : Izquierda Unida (IU, « Gauche unie », fédération des formations communiste et écologiste) et Esquerra Republicana de Catalunya (ERC, « Gauche républicaine de Catalogne », indépendantiste).

## Le premier gouvernement Zapatero (2004-2008)

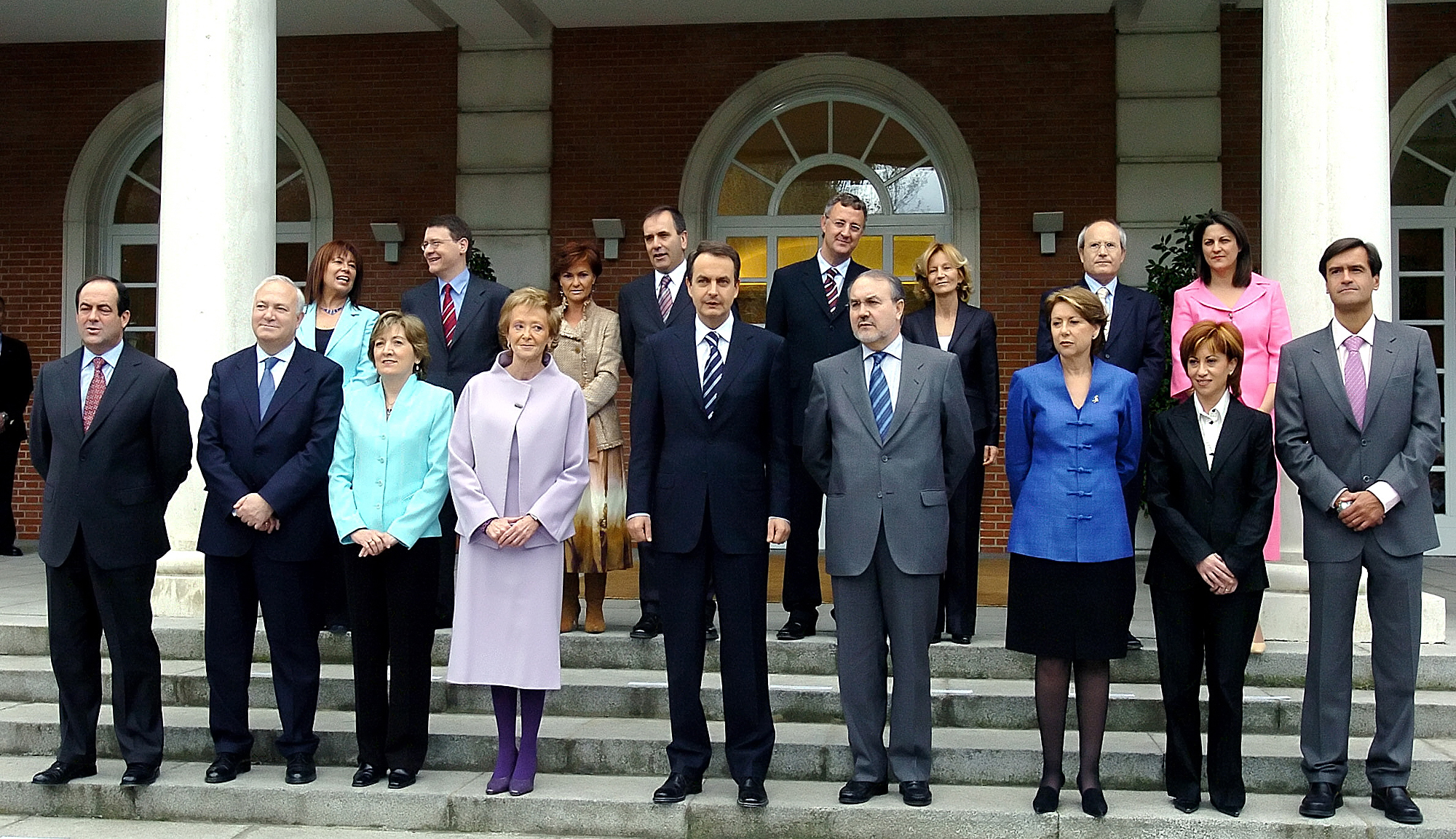
Premier cabinet Zapatero, en 2004.

Les deux premières années du gouvernement Zapatero ont été marquées par le retrait des troupes espagnoles d'Irak, la légalisation du mariage entre personnes de même sexe avec droit à l'adoption, une nouvelle régularisation massive d'immigrés sans-papiers, la réduction dans les écoles du poids de la religion, l'offre d'un dialogue visant à en finir avec le terrorisme basque de l'ETA, un projet d'« Alliance des civilisations » à l'ONU, l'appui au néonationalisme catalan dans un projet fédéraliste de refonte des autonomies régionales et la création d'une commission interministérielle pour élaborer, par respect à la « mémoire historique », un projet de loi rendant justice aux victimes du franquisme (ouverture de fosses communes de la Guerre civile, révision des procès de républicains condamnés, indemnisation des familles de fusillés, blessés et emprisonnés).

### Premières décisions (2004)

#### Politique étrangère

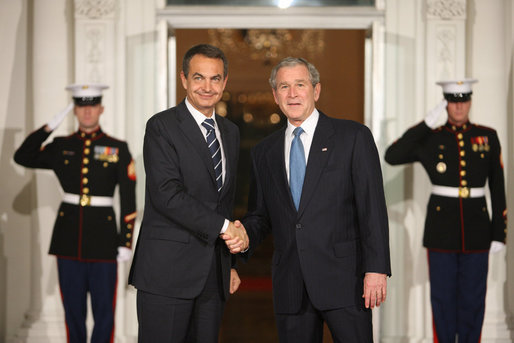
José Luis Rodríguez Zapatero et le président George W. Bush lors de la réunion du G20 à Washington le 15 novembre 2008.

Ses premières décisions sont d'annoncer le retrait immédiat des forces espagnoles d'Irak, puis le soutien sans équivoque au projet de traité établissant une Constitution pour l'Europe, approuvé en février 2005 par référendum avec 75 % des voix. Il lance le projet d'une « Alliance des civilisations » à l'Assemblée générale des Nations unies le 21 septembre 2004, qui vise à joindre les forces du monde arabo-musulman et des États dits occidentaux dans la lutte contre le terrorisme par des moyens politiques, économiques et sociaux, à l'exact opposé de la « Guerre contre le terrorisme » lancée par Bush qui met l'accent sur les moyens militaires. À la suite d'une résolution de l'Assemblée générale, l'ONU créé finalement une organisation de l'Alliance des civilisations, présidée par l'ex-président du Portugal, Jorge Sampaio.
En 2004, il est l'un des rares dirigeants à exprimer officiellement son soutien au candidat démocrate John Kerry contre le président sortant George W. Bush, finalement réélu à la présidence des États-Unis. Rancunier, ce dernier ne le prendra pas au téléphone pour le traditionnel message de félicitations, ni le jour de sa réélection, ni les jours suivants. Les relations États-Unis-Espagne restèrent tendues par la suite, accentuées par le revirement de la politique espagnole en Amérique latine, favorable à Hugo Chávez et Fidel Castro, deux bêtes noires de Washington. La visite de Juan Carlos au ranch de George W. Bush durant l'année 2005 ne fut pas suivie d'un rétablissement de rapports cordiaux avec le chef de gouvernement espagnol. En 2007, il soutint Ségolène Royal dans sa candidature à l'élection présidentielle.

##### Coopération et aide au développement

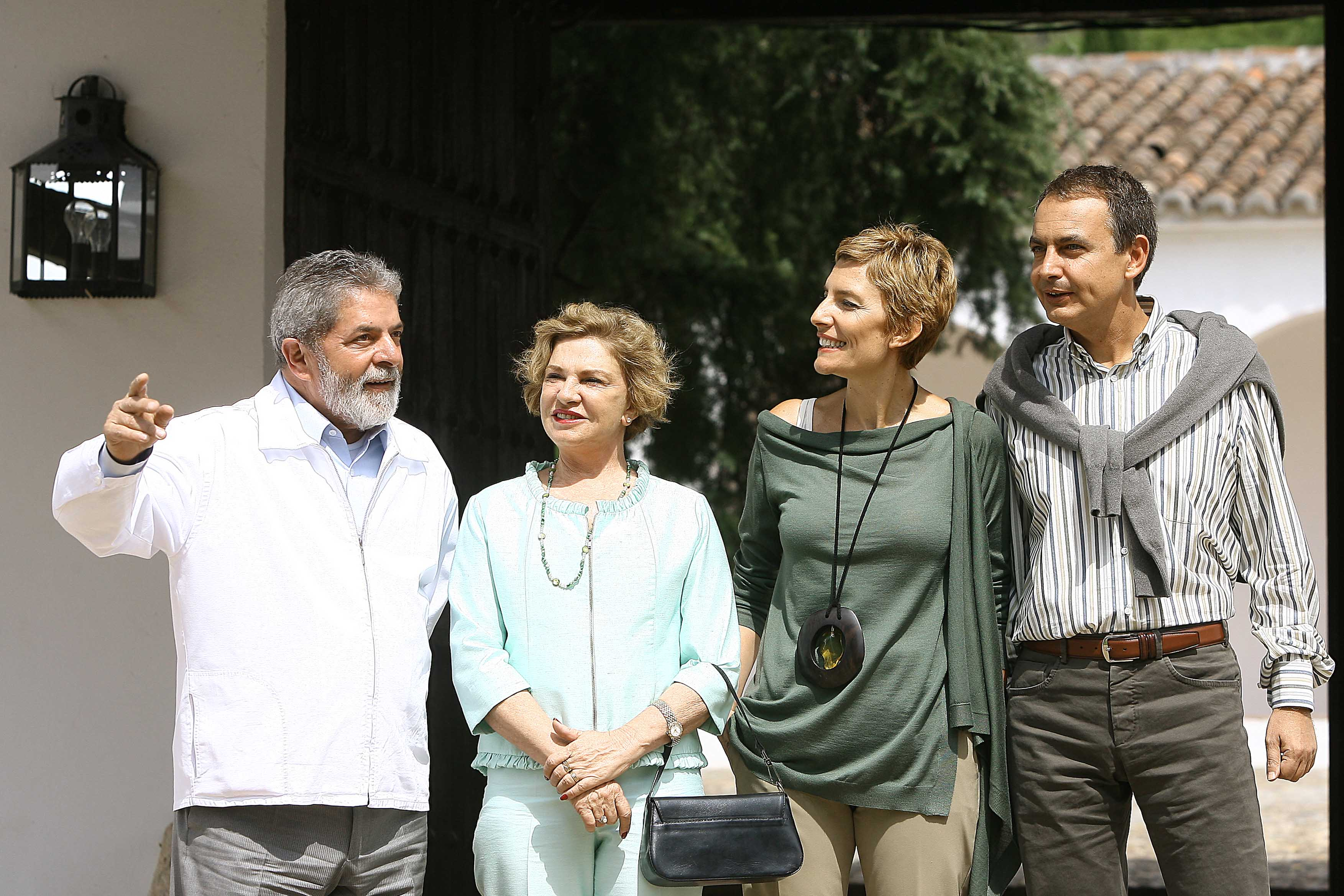
Le président brésilien Luiz Inácio Lula da Silva et son épouse, Marisa Letícia Rocco Casa, accompagnés de Sonsoles Espinosa et de son mari José Luis Rodríguez Zapatero.

Il annonce la volonté du gouvernement d'orienter une partie de sa politique étrangère vers la solidarité avec le tiers monde. Miguel Ángel Moratinos (ancien représentant de l'UE au Proche-Orient) est placé à la tête du nouveau ministère des Affaires étrangères et de la Coopération. La contribution espagnole au développement des pays moins favorisés devrait monter au niveau de 0,5 % du PIB à la fin de l'année 2008, et jusqu'à 0,7 % en 2012. La revendication du taux de 0,7 % avait fait l'objet d'une longue protestation d'étudiants suivie par les médias pendant l'année 1994. Le 20 septembre 2004 il coprésente à l'assemblée de l'ONU, pour les objectifs du millénaire, une initiative connue comme « Alliance contre la faim », en partenariat avec les présidents Luiz Inácio Lula da Silva (Brésil), Jacques Chirac (France) et Ricardo Lagos (Chili), ainsi que le secrétaire général de l'ONU, Kofi Annan.

##### Relations avec l'Amérique latine et le Maghreb
À son arrivée à la présidence du gouvernement, José Luis Rodríguez Zapatero annonce l'intention du cabinet d'accorder une attention prioritaire aux relations de l'Espagne avec l'Amérique latine et le Maghreb (notamment Maroc et Algérie). Pour souligner cette volonté, sa première visite à l'étranger a lieu le 24 avril 2004 au Maroc, où il inaugure avec le roi Mohammed VI un monument en hommage aux victimes de l'attentat de Casablanca de mai 2003. La visite est considérée par les autorités locales comme un tournant positif dans les relations bilatérales, très tendues après la crise de l'îlot Persil durant l'été 2002.
Le 16 novembre 2004, lors du sommet de l'UE, le gouvernement espagnol manifeste son soutien à une politique d'infléchissement de l'Union européenne à l'égard du régime castriste de Cuba — avec lequel les relations étaient gelées depuis 2003 — en favorisant l'ouverture d'un dialogue en vue d'une transition démocratique et pacifique. En réponse à cette initiative, Cuba libérera le poète Raúl Rivero et trois autres prisonniers de conscience le 29 novembre 2004. Des nouvelles libérations suivent pendant le mois de décembre 2004.
Les relations du gouvernement Zapatero avec le Venezuela et le gouvernement du président Hugo Chávez sont fortement secouées en décembre 2004, à l'occasion de déclarations à la télévision du ministre Miguel Ángel Moratinos présumant l'implication du gouvernement Aznar dans la tentative de coup d'État d'avril 2002. Moratinos est obligé de présenter des excuses publiques deux jours plus tard. Le 23 novembre 2004, Hugo Chávez se rend à Madrid pour signifier le rapprochement des deux gouvernements en matière économique et favoriser le rôle médiateur de l'Espagne. En mars 2005, le gouvernement Zapatero propose d'intercéder dans la crise ouverte entre la Colombie et le Venezuela à cause des activités de la guérilla colombienne provenant du territoire vénézuélien.
Zapatero est l'un des instigateurs, par son discours aux Nations unies notamment, du rapprochement Nord-Sud, avec son « Alliance des civilisations ».

### Droits citoyens

#### Politique d'égalité et protection des femmes
Il constitue un gouvernement paritaire avec autant de femmes que d'hommes, et fait voter une loi visant à la protection des femmes face aux violences conjugales. La parité de son gouvernement disparaîtra cependant lors du remaniement du 6 juillet 2007, le cabinet comptant désormais neuf hommes contre sept femmes.

#### Reconnaissance du mariage entre personnes de même sexe
Il se heurte frontalement en 2005 à une partie de la droite espagnole et à l'Église catholique romaine, en légalisant le mariage entre personnes de même sexe (suivant l'exemple des Pays-Bas, de la Belgique, du Canada).
En avril 2005, le Congrès des députés, par 183 voix pour et 136 contre, approuve le projet de loi de légalisation du mariage entre personnes de même sexe. Ce projet de loi faisait partie du programme socialiste. Le code civil espagnol spécifie que le mariage implique « les mêmes obligations et les mêmes effets que les personnes concernées soient de même sexe ou de sexes différents ». La nouvelle loi garantit ainsi les mêmes droits juridiques et sociaux aux couples homosexuels mariés qu'aux couples hétérosexuels, que ce soit en termes d'héritage, de divorce, de perception de pensions, d'accès à la nationalité et d'adoption d'enfants (espagnols uniquement).
Devant le Congrès, il rappelle que l'Espagne n'est pas le premier pays du monde à légaliser le mariage entre personnes de même sexe et que « beaucoup d'autres pays viendront ensuite, poussés par deux forces imparables, la liberté et l'égalité ». Il affirme en outre que ce texte est fait non pas « pour des gens étranges et lointains » mais « nos voisins, nos amis, nos collègues de travail, les membres de nos familles ». Dans une interview donnée en décembre 2012, il déclare qu'il s'agit, pour lui, de la décision dont il est le plus fier, notamment du fait de la reconnaissance et des nombreux remerciements dont il a fait l'objet.
Le projet de loi rencontre l'opposition farouche non seulement de l'Église catholique et du Parti populaire mais aussi des Églises protestante, orthodoxe et des organisations représentatives juives.
Peu de temps après le vote de la chambre basse, les maires conservateurs de plusieurs capitales de province menacèrent de recourir à la désobéissance civile et à l'objection de conscience prônée par le Vatican contre le mariage entre personnes de même sexe. Ainsi les maires conservateurs de Valladolid, Ávila, Burgos, Léon et une dizaine de localités plus modestes affirmèrent qu'ils ne marieraient pas les homosexuels et qu'ils refuseraient de déléguer à d'autres responsables municipaux le pouvoir de le faire.

### Réforme de l'éducation
Le 15 décembre 2005, le Parlement approuve une nouvelle loi organique de l'enseignement (LOE).
En novembre 2005, plus de cinq cent mille personnes défilent à l'appel de la Confédération catholique des parents d'élèves (la Concapa) et de l'opposition du PP, protestant contre la réforme des cours de religion catholique. En tête de cortège défilent les membres du Parti populaire, des dizaines de prêtres et de religieux, six évêques (ils furent vingt contre le mariage homosexuel) dont l'archevêque de Grenade, Francisco Javier Martínez Fernández. Au lendemain de cette manifestation, le président du gouvernement demande à rencontrer les représentants des collectifs pour négocier la réforme.
En fait, deux aspects du texte étaient contestés par l'épiscopat espagnol : d'une part le fait que les 1 400 collèges « semi-privés », à 70 % catholiques, mais financés par l'État, devront obéir au même régime que les établissements publics, sans pouvoir sélectionner leurs élèves ; mais surtout le gel d'une loi votée sous la législature précédente, qui rendait le cours de religion obligatoire à l'école et décisif pour l'accès aux classes supérieures et universitaires.
La nouvelle LOE prévoit la possibilité pour les familles de suivre un enseignement religieux non obligatoire et non pris en compte pour l'accès à l'université.

### Politique d'intégration des immigrés
Il procède à une régularisation massive des immigrés clandestins en dépit de la désapprobation de plusieurs pays européens comme le Royaume-Uni et la France qui ont opté pour des politiques différentes en la matière.

### Zapatero et le franquisme: la récupération de la mémoire historique
Trente ans après la mort du général Franco, un projet de loi sur la « récupération de la mémoire » a été déposé au parlement par le gouvernement, consistant notamment à indemniser toutes les victimes de la guerre civile et de la dictature, ainsi que déposer dans des lieux plus convenable les dépouilles des exécutés se trouvant encore dans des fosses communes.
Le gouvernement demande à cette occasion que tous les écussons et blasons pré-constitutionnels (c'est-à-dire de l'époque franquiste) soient retirés des établissements publics, que la toponymie franquiste des villes soit revue et que les monuments glorifiant cette époque soient déboulonnés ou reconvertis. Il considère que la société est désormais suffisamment mûre et prête, un quart de siècle après la réussite de la Transition démocratique et pacifique effectuée sous Adolfo Suárez.
Le 17 mars 2005, le ministre des Transports fait retirer en pleine nuit et en catimini la dernière statue du général Franco à Madrid, alors que sont fêtés les 90 ans du vieux dirigeant communiste Santiago Carrillo.
La statue équestre de Franco était située à quelques mètres de deux sculptures des dirigeants socialistes de la IIe République (1931-1939), Indalecio Prieto et Francisco Largo Caballero, symbolisant les deux faces de la même blessure qu'était la guerre civile. Ces dernières ont immédiatement été souillées, en représailles, par les nostalgiques du franquisme alors que d'autres exigent qu'elles soient à leur tour déboulonnées, pour éviter de donner l'impression d'imposer une vision manichéenne de la guerre civile.
Quelques jours plus tard, le gouvernement annonce qu'il étudiera le sort du monument du Valle de los Caídos où est enterré Franco. Le Conseil de l'Europe s'est prononcé pour l'adaptation du site (qui reçoit encore plus de 400 000 visiteurs par an) en lieu de mémoire aussi des victimes. Les alliés de gauche du PSOE, comme Izquierda Unida, se sont prononcés pour le transfert des restes de Franco et de Primo de Rivera dans un cimetière privé.
Le 23 mars 2005, dans le sillage du président du Gouvernement, le maire socialiste de Guadalajara fait lui aussi retirer en pleine nuit et en catimini deux statues situées au cœur de sa ville, l'une de Franco (édifiée après la mort du dictateur par souscription populaire) et l'autre de José Antonio Primo de Rivera. En septembre 2005, le maire socialiste de La Pobla de Vallbona (Valence) fait à son tour retirer sans annonce et au petit matin le buste de Franco (érigé en 1973 sur la place centrale de la ville), alors que les alliés politiques du PSOE vont plus loin en demandant que la statue équestre du général Miguel Primo de Rivera, située au centre de la ville de Jerez de la Frontera, soit elle aussi déboulonnée.
Devant cette récupération jugée unilatérale et manichéenne de la mémoire historique espagnole, l'opposition dénonce le gouvernement « le plus radical, sectaire et revanchard de l'histoire démocratique espagnole ». Le conservateur Mariano Rajoy, chef du Parti populaire, accuse Zapatero de « rompre avec l'esprit de la Transition » alors que l'ancien président du Gouvernement socialiste Felipe González désavoue son initiative qu'il juge tardive et mesquine.
Pour plusieurs historiens, les décisions de Zapatero sont un non-sens car des régions d'Espagne ont soutenu Franco dès le début de la Guerre civile et qu'il appartient à leur patrimoine historique. Selon certains d'entre eux, Zapatero aurait ouvert la boîte de Pandore. Si trois des quatre clefs de voûte de la transition démocratique — pardon réciproque, concertation entre gouvernement et opposition, philosophie de la régionalisation — devaient être de nouveau discutées, rien n'indique que la monarchie, restaurée selon le vœu de Franco, soit contestée.
Selon un sondage du quotidien El Mundo, 41,3 % des Espagnols estimeraient en 2005 que le gouvernement « rouvre les blessures du passé », contre 25 % croyant au contraire que la politique gouvernementale contribuera à l'effacement définitif des rancœurs. Un tiers des interrogés ne se prononce pas.
Parallèlement, le 4 novembre 2005 un projet de recommandation de l'assemblée parlementaire du Conseil de l'Europe a déclaré dans le document Doc. 10737 la Nécessité de condamner le franquisme au niveau international. Le projet soutient que la « violation des droits de l’homme n’est pas une affaire interne qui ne concerne que l'Espagne seule », raison pour laquelle « le Conseil de l’Europe est prêt à engager un débat sérieux sur ce sujet au niveau international ». En outre, il demande que l'Assemblée saisisse le Conseil des Ministres pour qu'il déclare la date du 18 juillet comme journée officielle de la condamnation du régime franquiste.

### Politique de Zapatero en rapport avec les nationalismes

#### La réforme du statut de la Catalogne
Le programme du PSOE pour le scrutin de 2004 propose de réformer un certain nombre de statuts d'autonomie. Le 13 novembre 2003, il avait ainsi annoncé lors d'un meeting avec Pasqual Maragall au palau Sant Jordi de Barcelone qu'il appuierait « la réforme du statut de la Catalogne qu'approuvera le Parlement de Catalogne ».
Le projet de nouveau statut, approuvé à 90 % par l'assemblée de la communauté autonome, est déposé le 6 octobre 2005 au Congrès des députés. Le contenu de cette proposition est vertement critiqué par le Parti populaire, qui y voit un texte aussi bien « inconstitutionnel » que « d'inspiration fédéraliste », quand bien même le Parti populaire de Catalogne y était favorable. Le groupe de travail parlementaire (en espagnol : Ponencia) va principalement travailler sur la proclamation de la « Nation » catalane, la préférence donnée au catalan sur le castillan, l'autonomie fiscale et judiciaire.
Tandis que les divergences entre le PP et le PSOE vont croissantes, Zapatero passe un accord avec Artur Mas, dirigeant de la coalition catalaniste de centre droit Convergence et Union, pour faire adopter le texte après quelques modifications. Ce pacte conduit à la perte du soutien de la Gauche républicaine de Catalogne (ERC) le 10 mai 2006, obligeant à la tenue de nouvelles élections au Parlement catalan. Après que le projet de loi organique portant statut d'autonomie de la Catalogne a été adopté par les Cortes Generales, il est soumis à référendum dans la communauté autonome le 18 juin 2006 et largement adopté, avec un faible taux de participation.
Le Tribunal constitutionnel, saisi par le Parti populaire, valide l'immense majorité du statut quatre ans plus tard, mais censure quatre mesures concernant la reconnaissance de la Catalogne comme « une nation », l'usage préférentiel de la langue catalane, l'autonomie dans le domaine de la fiscalité et du fonctionnement de la justice.

#### Zapatero et l'ETA
Grâce à sa volonté de dialogue, José Luis Rodríguez Zapatero — aidé en coulisses par le porte-parole parlementaire Alfredo Pérez Rubalcaba — obtient le 26 mars 2006 une trêve d’ETA, interprétée comme le premier pas vers l’obtention de la paix au Pays basque. Ce processus, qualifié de « long, dur et difficile » par Zapatero, reste encore marqué par des actions d'extorsion du groupe terroriste contre quelques chefs d’entreprise au Pays basque en Navarre.
Le 30 décembre 2006, ETA commet un attentat à l'aéroport de Madrid-Barajas qui cause la mort de deux Équatoriens. Rubalcaba, devenu ministre de l'Intérieur, déclare la trêve rompue. Le Parti populaire accuse ensuite à plusieurs reprises le gouvernement de maintenir des contacts avec la bande armée.

## Le second gouvernement Zapatero (2008-2011)

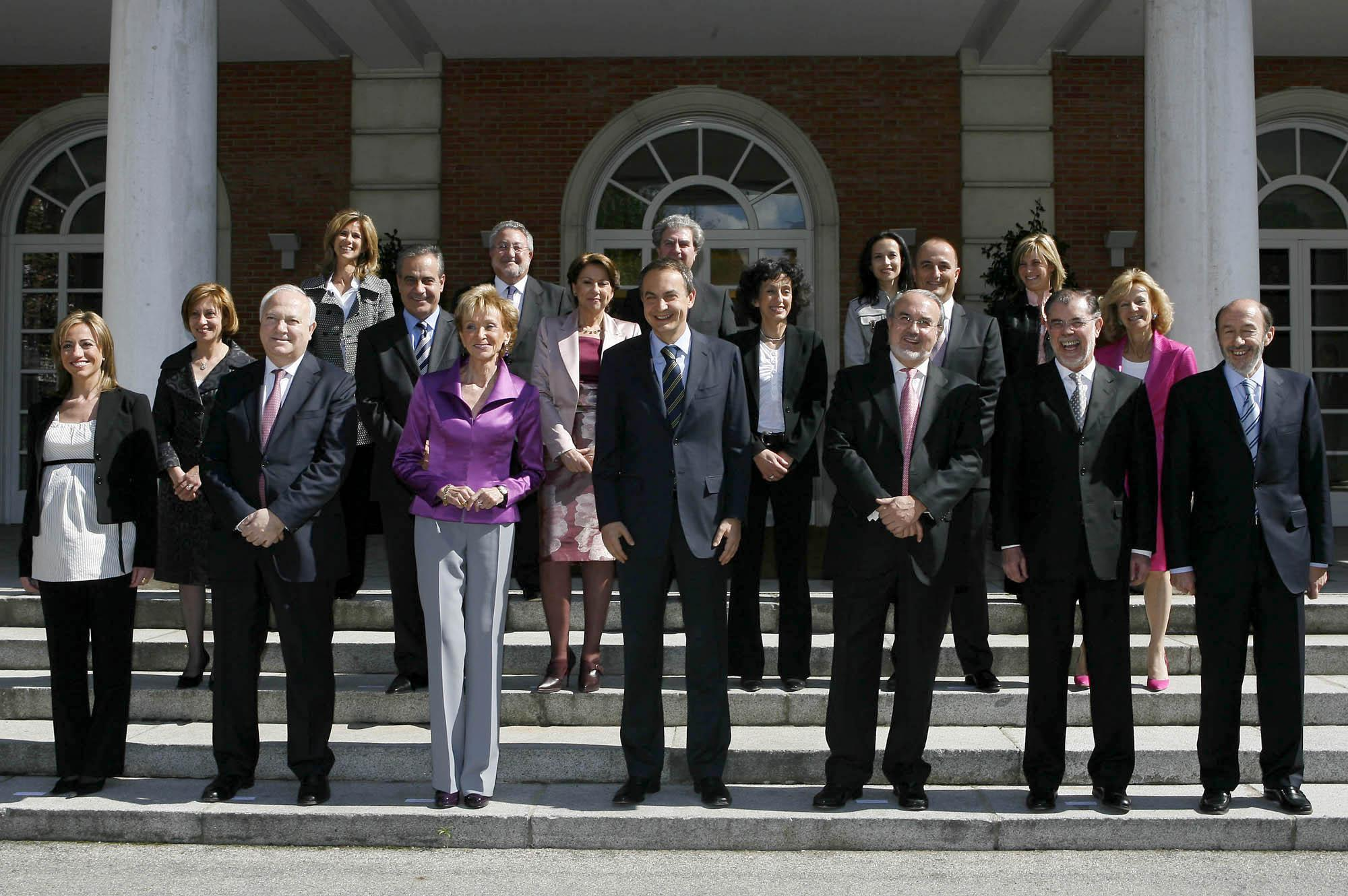
Second cabinet Zapatero, en 2008.

Le 9 mars 2008, José Luis Rodríguez Zapatero s'impose une seconde fois face à Mariano Rajoy, du Parti populaire, lors des élections législatives, mais toujours avec la majorité relative, certes légèrement renforcée avec 169 députés contre 164 précédemment. Les débats électoraux ont principalement tourné autour de la crise économique.
Le 11 avril suivant, il est investi pour un second mandat à la majorité relative du Congrès des députés. Deux jours plus tôt en effet, il n'avait pas obtenu la majorité absolue (176 voix) requise.
Il a par la suite formé un gouvernement constitué de neuf femmes et huit hommes, au sein duquel Carme Chacón est la première femme à devenir ministre de la Défense, et Bibiana Aído la plus jeune ministre jamais nommée en Espagne.

### La crise économique

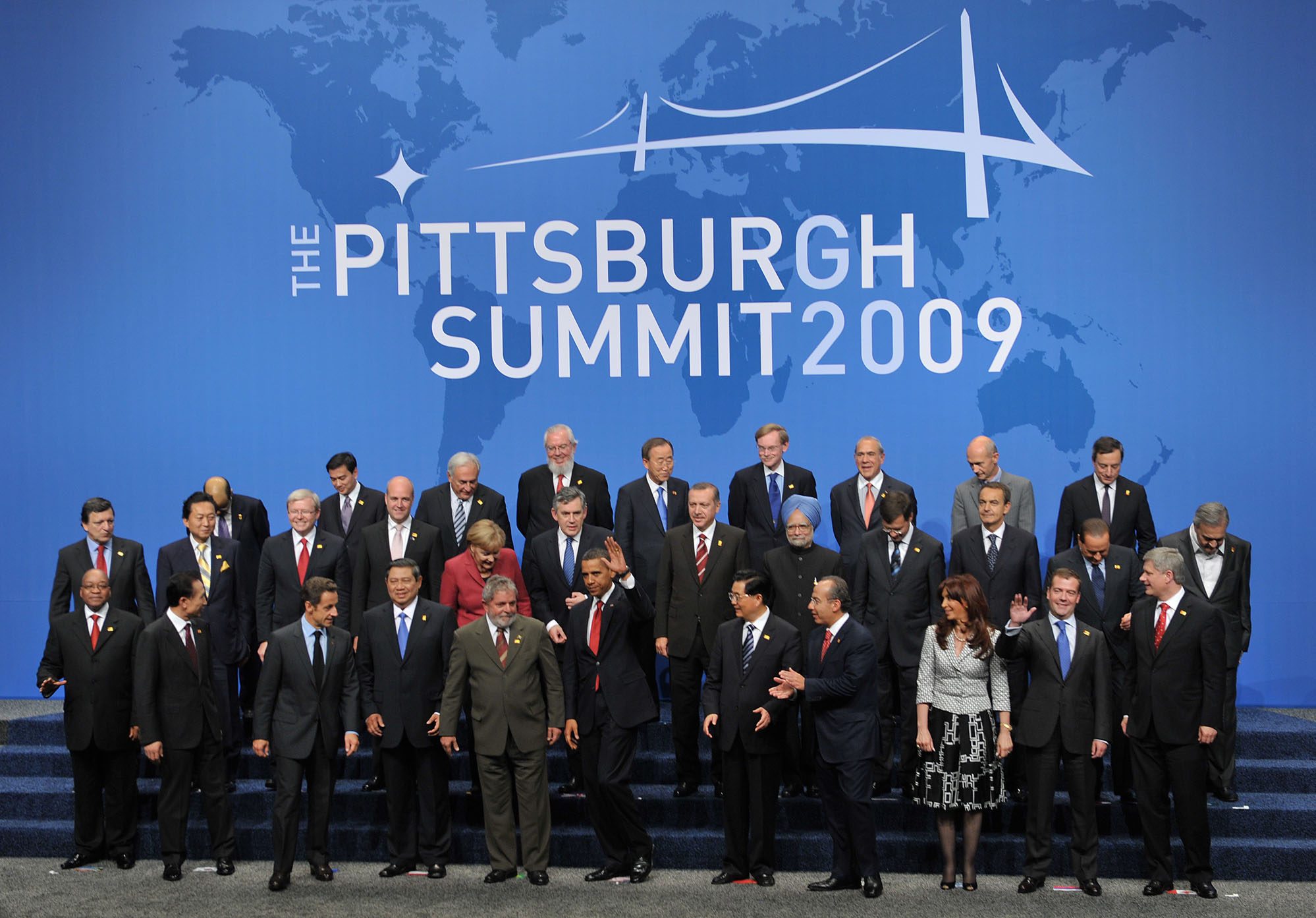
Sommet du G20 à Pittsburgh, en 2009.

Pour faire face à la crise économique qui frappe très durement l'Espagne, il a pris toute une série de mesures visant à accélérer la reprise, avec notamment la création du Fonds pour les entités locales, de huit milliards d'euros, censé aider les municipalités à réaliser des projets dans les travaux publics, ou le Fonds pour la dynamisation de l'économie et l'emploi, d'onze milliards d'euros. Il met également en place le Plan Rénovation, doté de 2,5 milliards d'euros et chargé d'assurer les crédits pour la rénovation des logements et des infrastructures hôtelières. Fin janvier 2010, le gouvernement espagnol a proposé de retarder l'âge du départ à la retraite de 65 à 67 ans. Il annonce trois mois et demi plus tard un nouveau plan d'austérité prévoyant notamment la baisse des salaires des fonctionnaires de 5 % en 2010, et de 15 % pour les hauts fonctionnaires et les ministres, puis reconnaît qu'il envisage une hausse de la fiscalité sur les hauts revenus.

### Terrorisme
Le second mandat de Zapatero est marqué par une recrudescence du terrorisme basque. Le 14 mai 2008, l'organisation ETA tue un garde civil et en blesse quatre autres en Alava. Moins d'une semaine plus tard, une opération franco-espagnole à Bordeaux permet d'arrêter quatre cadres présumés, dont le chef présumé, de l'organisation terroriste basque.
L'été 2009 est marqué par une reprise des attentats, principalement contre la Garde civile : une caserne de Burgos est soufflée par une explosion (causant 64 blessés légers) à la fin du mois de juillet, puis deux gardes civils sont tués à Palma de Majorque.

### Politique

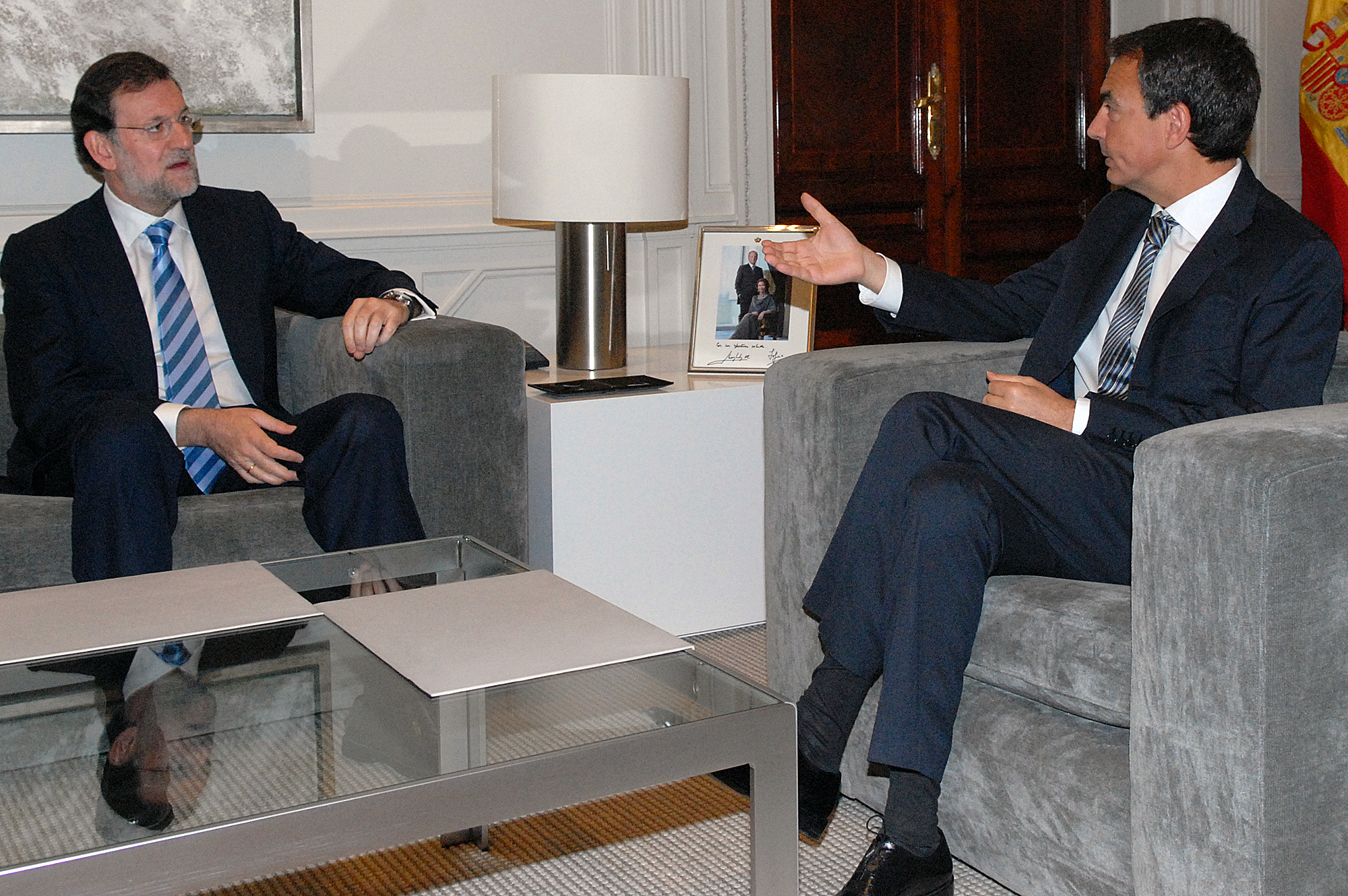
Zapatero et Mariano Rajoy, chef de l'opposition, au palais de la Moncloa en 2010.

Alors que le Parti populaire (PP) est pris dans un scandale de corruption, les journaux publient plusieurs photos montrant le ministre de la Justice, Mariano Fernández Bermejo, en train de chasser en Andalousie avec le célèbre juge Baltasar Garzón, chargé du dossier. Face aux critiques répétées de l'opposition, il accepte le 23 février 2009 la démission de Bermejo, remplacé par Francisco Caamaño.
Le 7 avril, moins d'un an après le début de son second mandat, il procède à un vaste remaniement ministériel qui voit le départ de Pedro Solbes, ministre de l'Économie et des Finances, et le retour au pouvoir central de Manuel Chaves, président de la Junte d'Andalousie depuis 1990.
Peu avant, le 1er mars, son parti avait perdu les régionales en Galice face au Parti populaire, avec qui il avait toutefois fait alliance pour ravir le pouvoir au Parti nationaliste basque dans la communauté autonome du Pays basque. Lors des élections européennes du 7 juin 2009, la liste socialiste se classe deuxième avec un peu moins de 40 % des voix et 21 sièges, contre 43 % des voix et 23 sièges aux conservateurs.
Au mois d'août 2009, le gouvernement est accusé par la secrétaire générale et le président du Parti populaire de pratiquer des écoutes illégales envers certains de ses cadres.
Le 16 octobre 2010, le PSOE conclut un accord de stabilité durable avec le Parti nationaliste basque (PNV) et la Coalition canarienne (CC) apportant aux socialistes le soutien de 8 députés, soit un de plus que le nombre de sièges manquant pour atteindre la majorité absolue au Congrès des députés.
Il procède, quatre jours plus tard, à un nouveau remaniement ministériel, afin de renforcer le poids politique de son gouvernement, préparer la reprise économique et communiquer sur les mesures d'austérité mises en œuvre. Le ministre de l'Intérieur, Alfredo Pérez Rubalcaba, devient le nouvel homme fort du cabinet en obtenant les postes de premier vice-président et porte-parole, tout en conservant son portefeuille, tandis que Trinidad Jiménez obtient le ministère des Affaires étrangères, étant elle-même remplacée par Leire Pajín, figure montante et secrétaire à l'Organisation du PSOE. Le changement d'équipe marque par conséquent le départ de María Teresa Fernández de la Vega, numéro deux de l'exécutif depuis 2004, et de Miguel Ángel Moratinos, chef de la diplomatie depuis cette même date.
À l'occasion de la réunion du comité fédéral du PSOE le 2 avril 2011, il annonce, comme prévu, qu'il ne sera pas candidat à sa succession lors des prochaines élections générales, et qu'il souhaite aller au terme de son mandat, considérant que « deux législatures sont suffisantes » et que cette décision est « celle qui convient le mieux » pour son parti, sa famille et l'Espagne. Il ajoute que son successeur sera désigné lors d'un processus de primaires internes qui se déroulera après les élections régionales du 22 mai. Deux personnalités socialistes semblent se détacher dans la course à sa succession : le ministre de l'Intérieur, Alfredo Pérez Rubalcaba, et la ministre de la Défense, Carme Chacón.
Le 29 juillet suivant, soit vingt jours après la proclamation de Rubalcaba comme candidat à sa succession, il annonce la dissolution des Cortes Generales et des législatives anticipées pour le 20 novembre, ajoutant qu'il n'avait pas l'intention d'y être candidat à un siège de député et qu'il comptait retourner vivre à León. Pendant la campagne, alors qu'il atteint des sommets d'impopularité, il est maintenu à l'écart par le candidat socialiste à la présidence du gouvernement, Alfredo Pérez Rubalcaba.

## Après La Moncloa
Zapatero est remplacé, le 20 décembre 2011, par le conservateur Mariano Rajoy. Il quitte définitivement La Moncloa le lendemain à l'issue d'une cérémonie de passation de pouvoirs suivant la prestation de serment de son successeur. Zapatero confiait la veille qu'il comptait consacrer désormais son temps libre à l'écriture d'un livre relatant son expérience du pouvoir.
Il a été décoré du Collier de l'Ordre d'Isabelle la Catholique d'Espagne (2011) par le roi Juan Carlos.
Le 15 janvier 2015, il est fait docteur honoris causa de l'université Toulouse-I-Capitole pour « l'élargissement des droits civiques et sociaux de ses concitoyens ».

## Vie privée
José Luis Rodríguez Zapatero est l'époux de Sonsoles Espinosa, rencontrée sur les bancs de la faculté de droit et qu'il a épousée en 1990. Le couple a deux filles.
Après avoir quitté le palais de la Moncloa, ils emménagent en 2013 dans une luxueuse résidence du quartier d'Aravacas, à Madrid. Le couple renonce à son projet de se ré-installer à León, dans une maison qu'ils ont fait construire, à la demande de leurs filles, qui souhaitent rester dans la région madrilène.

## Décorations
- Collier de l’ordre d’Isabelle la Catholique (Espagne)
- Grand-croix de l'ordre de Charles III (Espagne)
- Commandeur grand-croix de l'ordre de la Croix de Terra Mariana (Estonie)
- Grand-officier de l'ordre des Trois Étoiles (Lettonie)
- Grand-croix de l'ordre du grand-duc Gediminas (Lituanie)
- Grand-croix de l'ordre du Ouissam alaouite (Maroc)[25]
- Grand-croix de l'ordre du Christ (Portugal)
- Grand-croix de l'ordre de l'Étoile de Roumanie